# Liberty X

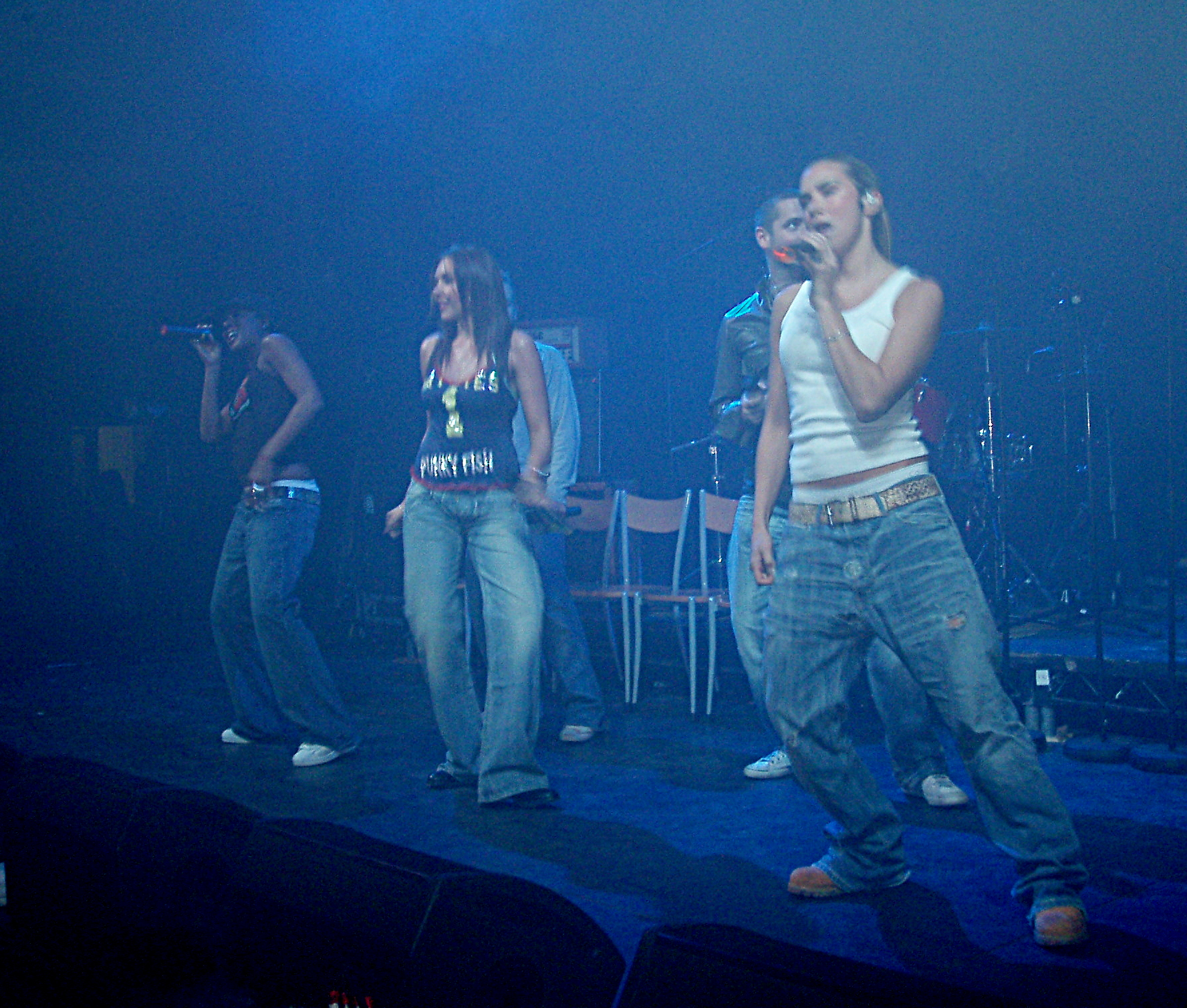
Liberty X (2006)

Liberty X war eine fünfköpfige britische Popband. Sie entstand 2001 im Rahmen der britischen Ausgabe der Castingshow Popstars und löste sich 2007 nach der Veröffentlichung von drei Alben auf.

## Bandgeschichte
Mitglieder der Band waren Jessica Taylor, Kevin Simm, Kelli Young, Tony Lundon und Michelle Heaton.
Im Finale der ersten Staffel von Popstars unterlagen die fünf Sänger zunächst den Mitgliedern der Band Hear’Say. Trotz des großen Medienechos, das auf die Siegerband einstürmte, formierten sich auch die fünf unterlegenen Finalisten zu einer Band und gründeten Liberty. Nach einigen Monaten musste die Band ihren Namen auf Liberty X abändern, nachdem eine Band gleichen Namens vor Gericht die Namensrechte geltend gemacht hatte.
Im September 2001 wurde die Debütsingle Thinking It Over veröffentlicht, die auf Anhieb die Top Ten der britischen Charts erreichte. Mit ihrer dritten Single Just a Little erreichten Liberty X im Mai 2002 das einzige Mal Platz 1 der britischen Charts. Sie wurde 2003 bei der Verleihung der BRIT Awards als beste britische Single ausgezeichnet. Auch das gleichzeitig veröffentlichte Debütalbum war erfolgreich. Es erreichte Platz 3 der Charts und hielt sich über ein Jahr in den Hitlisten.
Im Jahr 2003 erschien mit Being Somebody das zweite Album der Band, das allerdings nicht mehr an den Erfolg des Debüts anknüpfen konnte. Die erste Single Being Nobody schaffte es auf Platz 3 der UK-Single-Charts, hielt sich jedoch nicht lange dort auf. Die zweite Single Jumpin’ folgte nach sechs Monaten und schaffte es knapp in die Top 10 der UK Single-Charts, blieb aber weitestgehend unbeachtet. Als die Band sich Anfang 2004 für die dritte Single Everybody Cries entschied, floppte diese und die Promotion für das Album wurde eingestellt. Es folgte eine lange Pause ohne Neuigkeiten. Im Sommer 2004 erschien der Song Fresh, den Liberty X zusammen mit Kool and the Gang aufgenommen hatten, blieb aber erfolglos.
Erst Ende 2005 kündigte die Band ein weiteres Album an. Die erste Single A Song for Lovers wurde zu einem beachtlichen Erfolg, aber außerhalb Großbritanniens hatte die Band bis zu diesem Zeitpunkt keine vergleichbaren Erfolge feiern können. Erstmals versuchte man wieder eine Veröffentlichung in Deutschland, doch die Single erreichte nicht die Top 100. Es war abzusehen, dass das dritte Album, betitelt X, nicht besonders erfolgreich sein würde.
Für das Album, auf dem sich lediglich zehn Titel befanden, wurde kaum Werbung gemacht. Von diesen zehn Songs war bereits Yo DJ als B-Seite auf der Single A Song for Lovers vertreten gewesen, sodass das Album gerade mal acht neue Songs bot. Nach einem schlechten Einstieg auf Platz 29 in den UK-Album-Charts verließ X nach drei Wochen die Top 75 der UK-Album-Charts.
Kurz vor Jahreswechsel nahm die Band eine Single für Children in Need auf, doch diese konnte trotz geringer Werbung keinen Erfolg verbuchen. A Night to Remember fiel nach gutem Einstieg ebenso schnell ab wie das Album.
Anfang 2006 kamen Gerüchte auf, wonach sich die Band trennen würde. Liberty X dementierten dies heftig und veröffentlichten sechs Monate später im Sommer 2006 eine dritte Single, den gleichnamigen Song zum Album X. Es reichte nur für den Einstieg auf Platz 47 in den UK-Single-Charts für eine Woche, danach verschwand der Song aus den Top 100. Nach so vielen Flops wurde es zunächst ruhig um die Band. Das Album war auf Eis gelegt worden und die Band verfolgte nach und nach Soloprojekte. Im Mai 2007 gaben Liberty X schließlich ihre offizielle Trennung bekannt und bedankten sich bei den Fans. Als Abschied gab es im Sommer 2007 einige Auftritte, aber als Liberty X werden die Künstler nichts mehr zusammen aufnehmen oder live auftreten.
Anfang 2013 kam es durch die vom britischen Fernsehsender ITV2 ausgestrahlten Dokumentation The Big Reunion zur Reunion.

## Diskografie

### Alben
| Jahr | Titel            | Höchstplatzierung, Gesamtwochen, AuszeichnungChartplatzierungen (Jahr, Titel, Platzierungen, Wochen, Auszeichnungen, Anmerkungen) | Höchstplatzierung, Gesamtwochen, AuszeichnungChartplatzierungen (Jahr, Titel, Platzierungen, Wochen, Auszeichnungen, Anmerkungen) | Höchstplatzierung, Gesamtwochen, AuszeichnungChartplatzierungen (Jahr, Titel, Platzierungen, Wochen, Auszeichnungen, Anmerkungen) | Anmerkungen                         |
| Jahr | Titel            | DE | CH | UK | Anmerkungen                         |
| ---- | ---------------- | --- | --- | --- | ----------------------------------- |
| 2002 | Thinking It Over | — | CH71 (2 Wo.)CH | UK3 ×2Doppelplatin · (62 Wo.)UK                                                                                                   | Erstveröffentlichung: Mai 2002      |
| 2003 | Being Somebody   | — | — | UK12 Gold · (7 Wo.)UK | Erstveröffentlichung: November 2003 |
| 2005 | X                | — | — | UK27 (2 Wo.)UK | Erstveröffentlichung: Oktober 2005  |

### Singles
| Jahr | Titel Album                            | Höchstplatzierung, Gesamtwochen, AuszeichnungChartplatzierungen (Jahr, Titel, Album, Platzierungen, Wochen, Auszeichnungen, Anmerkungen) | Höchstplatzierung, Gesamtwochen, AuszeichnungChartplatzierungen (Jahr, Titel, Album, Platzierungen, Wochen, Auszeichnungen, Anmerkungen) | Höchstplatzierung, Gesamtwochen, AuszeichnungChartplatzierungen (Jahr, Titel, Album, Platzierungen, Wochen, Auszeichnungen, Anmerkungen) | Anmerkungen                                             |
| Jahr | Titel Album                            | DE | CH | UK | Anmerkungen                                             |
| ---- | -------------------------------------- | --- | --- | --- | ------------------------------------------------------- |
| 2001 | Thinking It Over                       | — | — | UK5 (8 Wo.)UK | Erstveröffentlichung: September 2001 als Liberty        |
| 2001 | Doin’ It Thinking It Over              | — | — | UK14 (6 Wo.)UK | Erstveröffentlichung: Dezember 2001 als Liberty         |
| 2002 | Just a Little Thinking It Over         | DE24 (15 Wo.)DE | CH16 (27 Wo.)CH | UK1 Platin · (18 Wo.)UK | Erstveröffentlichung: Mai 2002                          |
| 2002 | Got to Have Your Love Thinking It Over | — | — | UK2 (20 Wo.)UK | Erstveröffentlichung: September 2002                    |
| 2002 | Holding On for You Thinking It Over    | DE78 (3 Wo.)DE | CH47 (7 Wo.)CH | UK5 (13 Wo.)UK | Erstveröffentlichung: Dezember 2002                     |
| 2003 | Being Nobody Being Somebody            | DE79 (3 Wo.)DE | — | UK3 (11 Wo.)UK | Erstveröffentlichung: März 2003 Richard X vs. Liberty X |
| 2003 | Jumpin’ Being Somebody                 | — | — | UK6 (7 Wo.)UK | Erstveröffentlichung: Oktober 2003                      |
| 2004 | Everybody Cries Being Somebody         | — | — | UK13 (5 Wo.)UK | Erstveröffentlichung: Januar 2004                       |
| 2005 | Song 4 Lovers X                        | — | — | UK5 (10 Wo.)UK | Erstveröffentlichung: September 2005                    |
| 2005 | A Night to Remember X (Reissue)        | — | — | UK6 (8 Wo.)UK | Erstveröffentlichung: November 2005                     |
| 2006 | X                                      | — | — | UK47 (2 Wo.)UK | Erstveröffentlichung: Juni 2006                         |

Weitere Singles
- 2002: Wanting Me Tonight
- 2004: Fresh (Kool & the Gang feat. Liberty X)

## Auszeichnungen für Musikverkäufe
| Silberne Schallplatte - Frankreich - 2002: für die Single Just a Little Goldene Schallplatte - Neuseeland - 2002: für die Single Just a Little | Platin-Schallplatte - Australien - 2002: für die Single Just a Little |

Anmerkung: Auszeichnungen in Ländern aus den Charttabellen bzw. Chartboxen sind in ebendiesen zu finden.
| Land/RegionAuszeichnungen für Musikverkäufe (Land/Region, Auszeichnungen, Verkäufe, Quellen) | Silber  | Gold     | Platin     | Verkäufe  | Quellen                   |
| -------------------------------------------------------------------------------------------- | ------- | -------- | ---------- | --------- | ------------------------- |
| Australien (ARIA)                                                                            | —       | —        | Platin1    | 70.000    | aria.com.au               |
| Frankreich (SNEP)                                                                            | Silber1 | —        | —          | 125.000   | infodisc.fr               |
| Neuseeland (RMNZ)                                                                            | —       | Gold1    | —          | 5.000     | aotearoamusiccharts.co.nz |
| Vereinigtes Königreich (BPI)                                                                 | —       | Gold1    | 3× Platin3 | 1.300.000 | bpi.co.uk                 |
| Insgesamt                                                                                    | Silber1 | 2× Gold2 | 4× Platin4 |           |                           |